# لوسیا لئون
لوسیا لئون (انگلیسی: Lucía León؛ زادهٔ ۱۴ اوت ۱۹۹۷) بازیکن فوتبال اهل اسپانیا است.
وی همچنین در تیم ملی فوتبال Spain U23 بازی کرده‌است.